# Neogrosphus andrafiabe
Espèce
Neogrosphus andrafiabe est une espèce de scorpions de la famille des Buthidae.

## Distribution
Cette espèce est endémique de la région Diana à Madagascar. Elle se rencontre dans la réserve spéciale d'Ankarana.

## Description
Le mâle holotype mesure 27,8 mm.

## Étymologie
Son nom d'espèce lui a été donné en référence au lieu de sa découverte, Andrafiabe.

## Publication originale
- Lourenço, Wilmé & Waeber, 2015 : « More about the geographical distribution of the Malagasy genus Neogrosphus Lourenco, 1995 (Scorpiones: Buthidae) and description of a vicariant new species. » Comptes Rendus Biologies, vol. 338, no 11, p. 768-776.